# Adriaan van Ierland
Adriaan van Ierland (Oisterwijk, 20 januari 1872 - Rotterdam, 5 mei 1942) was een Nederlands komiek.

## Biografie
Vestigde zich in 1897 in Tilburg, alwaar hij vanaf 1900 furore begon te maken als komiek. Hij won voordrachtsconcoursen en trad veel op in Brabant. Hij vormde enige jaren een duo met de uit Breda afkomstige komiek Antoon Voeten. In 1909 won hij in Valkenburg een duettistenconcours met zijn stadgenoot August de Laat, met wie Van Ierland daarna vele optredens in Nederland en België zou verzorgen.
In 1910 maakte het duo enkele plaatopnamen, in 1911 stapte Van Ierland uit het artiestenvak omdat hij zich als schoenmaker in Rotterdam vestigde.
In 1918 maakte Adriaan van Ierland een korte comeback als duopartner voor August de Laat die na de Eerste Wereldoorlog zijn praktijk als artiest opnieuw op moest starten. In 1919 werd Van Ierland echter alweer vervangen door de Bredase grappenmaker Henrico, die op zijn beurt weer vervangen werd door Ko de Laat Senior.
Tot in het begin van de dertiger jaren zou Van Ierland nog incidenteel optreden als invaller in het ensemble van August de Laat.